# Dyckia reitzii
Dyckia reitzii är en gräsväxtart som beskrevs av Lyman Bradford Smith. Dyckia reitzii ingår i släktet Dyckia och familjen Bromeliaceae. Inga underarter finns listade i Catalogue of Life.